# Poul Friis Nybo

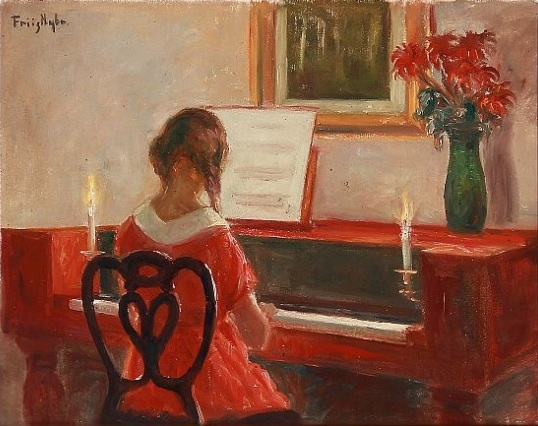
Meisje aan de piano

Poul Friis Nybo (Kopenhagen, 26 maart 1869 - Vejby, 16 november 1929) was een Deens kunstschilder.

## Leven  en werk
Friis Nybo studeerde van 1887 tot 1889 aan de Koninklijke Deense Kunstacademie en vervolgens tot 1892 bij Kristian Zahrtmann. In 1892 exposeerde hij ook zijn eerste werk op de bekende lentetentoonstelling te Berlin-Charlottenburg. Hij maakte studiereizen door Scandinavië en naar Berlijn (1905) en Parijs (1905, 1908, 1909). Friis Nybo schilderde vooral estheticistische interieurs met vrouwfiguren, vaak bij lamplicht. Herkenbaar is de invloed van Vilhelm Hammershøi en Carl Holsøe, alsook van James McNeill Whistler. In 1908 exposeerde hij op de Parijse salon. Hij werd meermaals onderscheiden. Vanwege een zwakke gezondheid zou hij later in zijn carrière allengs minder gaan produceren. Hij overleed in 1929, 60 jaar oud. Zijn werk is onder andere te zien in het Skagen Museum en Den Gamle By (het koopstadmuseum) te Aarhus.

## Galerij

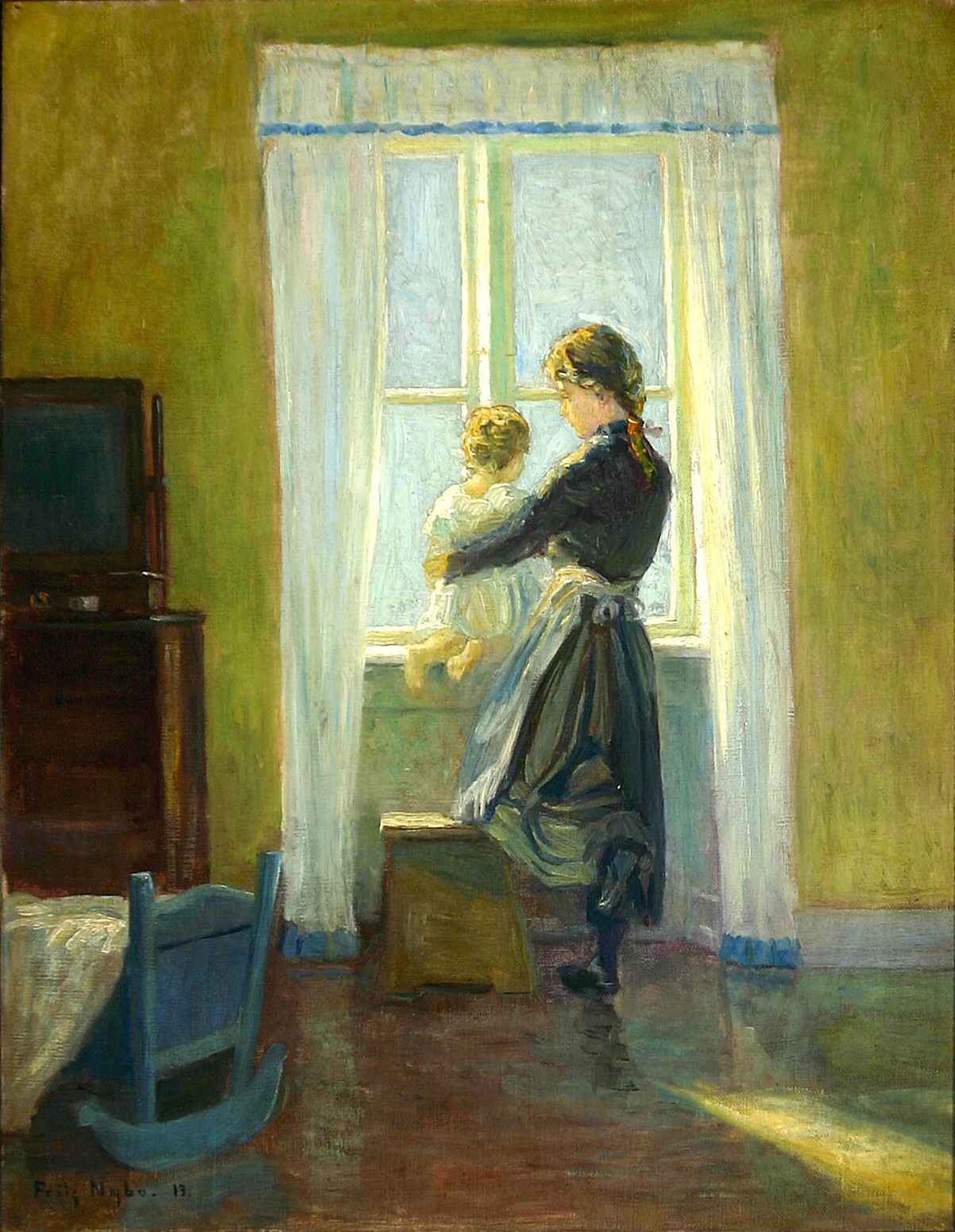
Wachten
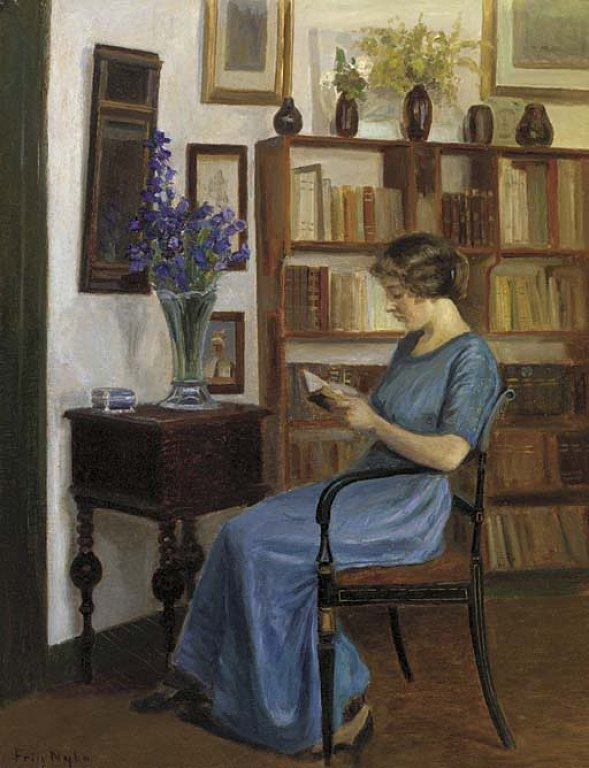
Een favoriete schrijver
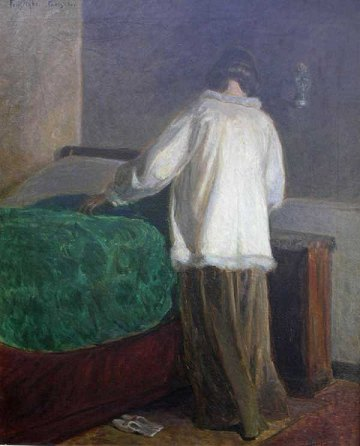
Slaapkamer
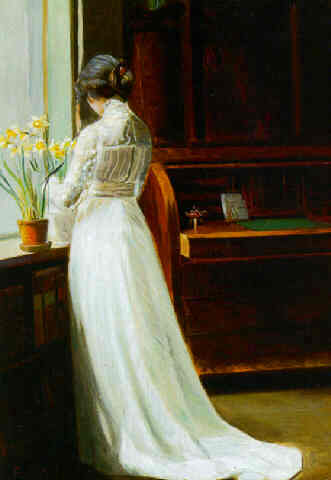
Aan het raam

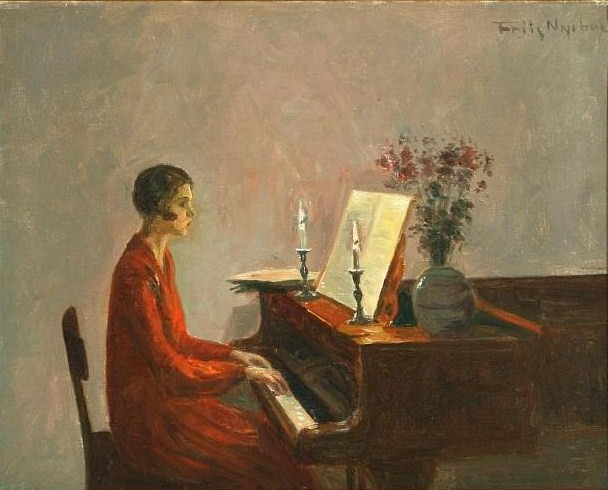
Vrouw spelend op de piano
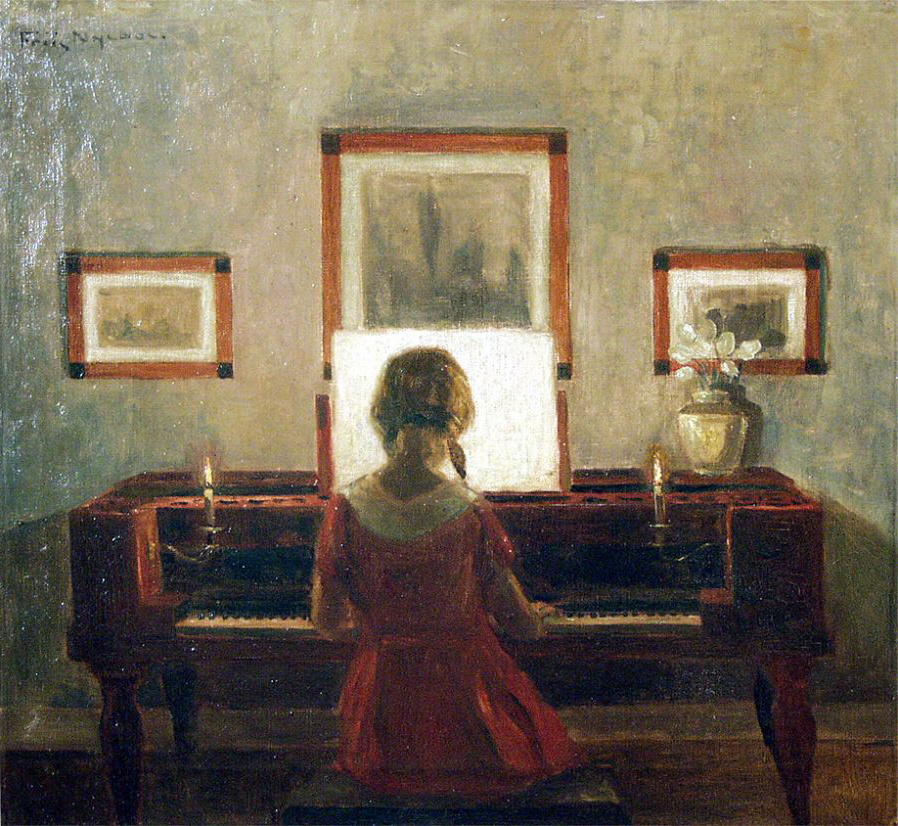
Meisje aan de piano
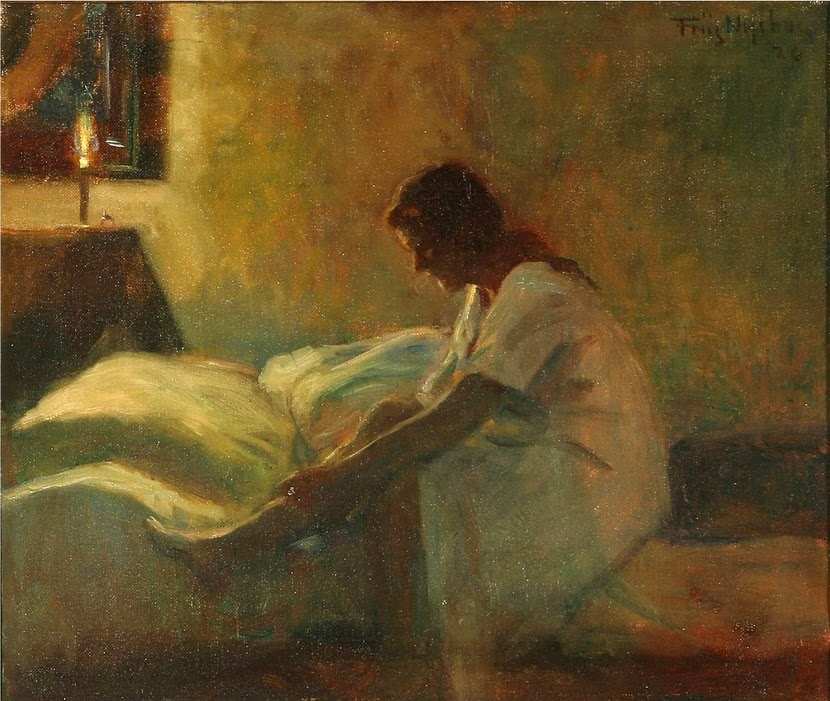
Slaapkamer met ontkledende vrouw